# Adolf Mirus
Adolf Mirus oder Adolph Mirus (* 1825; † 1918) war ein deutscher Rechtsanwalt, Schriftsteller und Redakteur mit Wirkungsort Weimar.
Außer seiner Tätigkeit als Jurist als Gerichtsassessor und Rechtsanwalt war Mirus war Redakteur der Weimarischen Zeitung. Er schrieb mehrere Werke zu Themen, die mit Sammlungen oder Ausstellungen in Verbindung stehen. Auch genealogisch versuchte er sich.
Er war Vorsitzender des Ausstellungs-Comitées für die Stadt und den Bezirk Weimar für die zweite allgemeine Thüringische Gewerbe-Ausstellung in Weimar 1861. Mirus galt seinerzeit als der älteste deutsche Journalist. Mirus stand im Briefwechsel u. a. mit Ernst Haeckel.

## Werke (Auswahl)
- Adolf Mirus: Stammbaum der Familie Wapler, Julius Merbitz, Leisnig 1898.
- Ders: Stammbaum der Familie Mirus, Fanghänel, Leisnig 1897.
- Ders.: Dem Andenken des Großh.-Sächs. Oberbauraths, Eisenbahn-Direktors Ernst Heinrich Kohl, Hofdruckerei, Weimar 1901.
- Ders. Das Liszt-Museum zu Weimar und seine Erinnerungen. Breitkopf & Härtel, Leipzig 1902.
- Ders: Referate über die zweite allgemeine Thüringische Gewerbe-Ausstellung in Weimar, vom 9. Juni bis 22. Juli 1861, Panse, Weimar 1861.
- Ders: Ueber die Gewerbe-Ausstellung des Herzogthums Nassau zu Wiesbaden im Juli 1863, Wiesbaden 1863.
- Ders: Ein Besuch in der Industrie-Ausstellung zu Nordhausen: Ein Resumée über die Gewerbeausstellung zu Nordhausen im Juli 1862. – Kunst- und Industrie-Ausstellung zu Nordhausen. Schlußfeierlichkeit u. Preisvertheilung, Nordhausen 1862.
- Ders: Freiherr August von Loën: Großherzogl. Sächs. Wirkl. Geheimrath, General-Intendant des Großherzogl. Hoftheaters und der Hofkapelle; ein Beitrag zur Geschichte des Hoftheaters zu Weimar, Thelemann, Weimar 1889.
- Ders: Das Körner-Museum im Körner-Hause zu Dresden sowie Schloss Löbichau (Sachsen-Altenburg) mit seinen Erinnerungen an Theodor Körner und dessen Pathe Dorothee Herzogin von Curland, Thelemann, Weimar 1898.
- Ders: Freiherr August von Loën: Ein Beitrag zur Geschichte des Hoftheaters zu Weimar, Verlag Thelemann, 1891.